# Acton (Massachusetts)
Acton è un comune degli Stati Uniti d'America facente parte della contea di Middlesex nello stato del Massachusetts.
Di Acton era il capitano Isaac Davis, uno dei primi eroi della guerra d'indipendenza americana, morto nella battaglia di Lexington. In essa, gran parte del merito per la vittoria dei coloni si deve proprio ai miliziani di Acton che nello scontro al North Bridge a Concord riuscirono insieme agli altri miliziani del Massachusetts a mettere in fuga i britannici.